# 成田市立川上小学校
成田市立川上小学校（なりたしりつ かわかみしょうがっこう）は、千葉県成田市多良貝にあった公立小学校。

## 沿革
- 1957年（昭和32年）4月1日 - 大栄町立第三小学校として創立。（学級数6、児童数250）
- 1957年（昭和32年）9月1日 - 大栄町立第三小学校を大栄町立川上小学校と改称。
- 2006年（平成18年）3月27日 - 成田市との合併により成田市立川上小学校と改称。
- 2021年（令和3年）3月31日 - 成田市立大栄みらい学園に再編されて閉校。

## 学区
吉岡の一部、新田、一坪田の一部、水の上、川上、多良貝、大栄十余三の一部、

## 進学
- 成田市立大栄中学校